# Noelbensonite
La noelbensonite (simbolo IMA: Noe) è un raro minerale del gruppo della lawsonite appartenente alla famiglia dei "silicati"; possiede composizione chimica BaMn3+2Si2O7(OH)2 • H2O e strutturalmente appartiene ai sorosilicati.
Il minerale è l'analogo del bario dell'hennomartinite, dominata invece dallo stronzio.

## Etimologia e storia
La noelbensonite deve il suo nome al geologo inglese William Noel Benson (1855-1957), professore presso l'Università di Otago (Nuova Zelanda) e vincitore della medaglia Clarke e della medaglia Lyell.

## Classificazione
La classica nona edizione della sistematica dei mienrali di Strunz, aggiornata dall'Associazione Mineralogica Internazionale (IMA) fino al 2009, elenca la noelbensonite nella classe "9. Silicati (germanati)" e nella sottoclasse "9.B Sorosilicati"; questa viene ulteriormente suddivisa in base alla struttura dei minerali e ai anioni coinvolti, in modo da trovare la noelbensonite nella sezione "9.BE Gruppi Si2O7, con anioni aggiuntivi; cationi in coordinazione ottaedrica [6] e superiore" dove forma il sistema nº 9.BE.05 insieme a hennomartinite, itoigawaite e lawsonite.
Tale classificazione rimane invariata anche nell'edizione successiva, proseguita dal database "mindat.org" e chiamata Classificazione Strunz-mindat; nella sezione 9.BE.05, oltre ai minerali già citati, la noelbensonite è in compagnia anche della cortesognoite.
Anche nella Sistematica dei lapis (Lapis-Systematik) di Stefan Weiß la noelbensonite si trova nella classe dei "silicati" e nella sottoclasse dei "sorosilicati"; qui è nella sezione dei "sorosilicati [Si2O7]6-, con anioni non tetraedrici (O,OH,F)", dove insieme a lawsonite, cortesognoite, itoigawaite, hennomartinite, ilvaite	e manganilvaite forma il sistema nº 
Nella classificazione dei minerali secondo Dana, usata principalmente nel mondo anglosassone, la noelbensonite si trova nella famiglia dei "silicati"; qui occupa un posto nella classe dei "sorosilicati: gruppi Si2O7 e O, OH, F e H2O con cationi in coordinazione [4] e/o >[4]" all'interno della quale forma il "gruppo della lawsonite-ilvaite" con il numero di sistema 56.02.03.

## Abito cristallino
La noelbensonite cristallizza nel sistema ortorombico con rari cristalli euedrali nel gruppo spaziale Cmcm (gruppo nº 63) con i parametri reticolari a = 6,31303(2) Å, b = 9,0977(3) Å e c = 13,5820(4) Å, oltre ad avere 4 unità di formula per cella unitaria.
Negli aggregati che forma con altri minerali, i cristalli, al microscopio, risultano schiacciati e quasi laminari.

## Origine e giacitura
La noelbensonite è stata trovata come sostituto del pirosseno di manganese, dell'anfibolo e della serandite in vene sottili di 0,05-0,25mm di spessore; si forma inoltre tardivamente nella serie metamorfica. Il minerale è associato a K-feldspato e barite e apatite in misura minore; ciò implica l'attività di fluidi che hanno introdotto localmente acqua, bario e in misura minore fosforo e stronzio, probabilmente a una temperatura significativamente inferiore a quella del massimo termico di questo assemblaggio polimetamorfico.
La noelbensonite è un minerale piuttosto raro ed è stato trovato in pochi siti: la sua località tipo, ossia la miniera di "Woods" (30.83333°S 151.25°E) nella contea di Inglis nel Nuovo Galles del Sud (Australia); nella miniera "Shimoharai" presso la città di Saiki (prefettura di Ōita, Giappone); in alcune miniere della municipalità locale di Tsantsabane (Sudafrica).

## Forma in cui si presenta in natura
La noelbensonite si presenta in cristalli di color marrone scuro e lucentezza da vitrea, a grassa a terrosa. Il colore del suo striscio sulla mattonella di prova è marrone-giallo.